# Sozial- und Arbeitsministerium der Republik Litauen

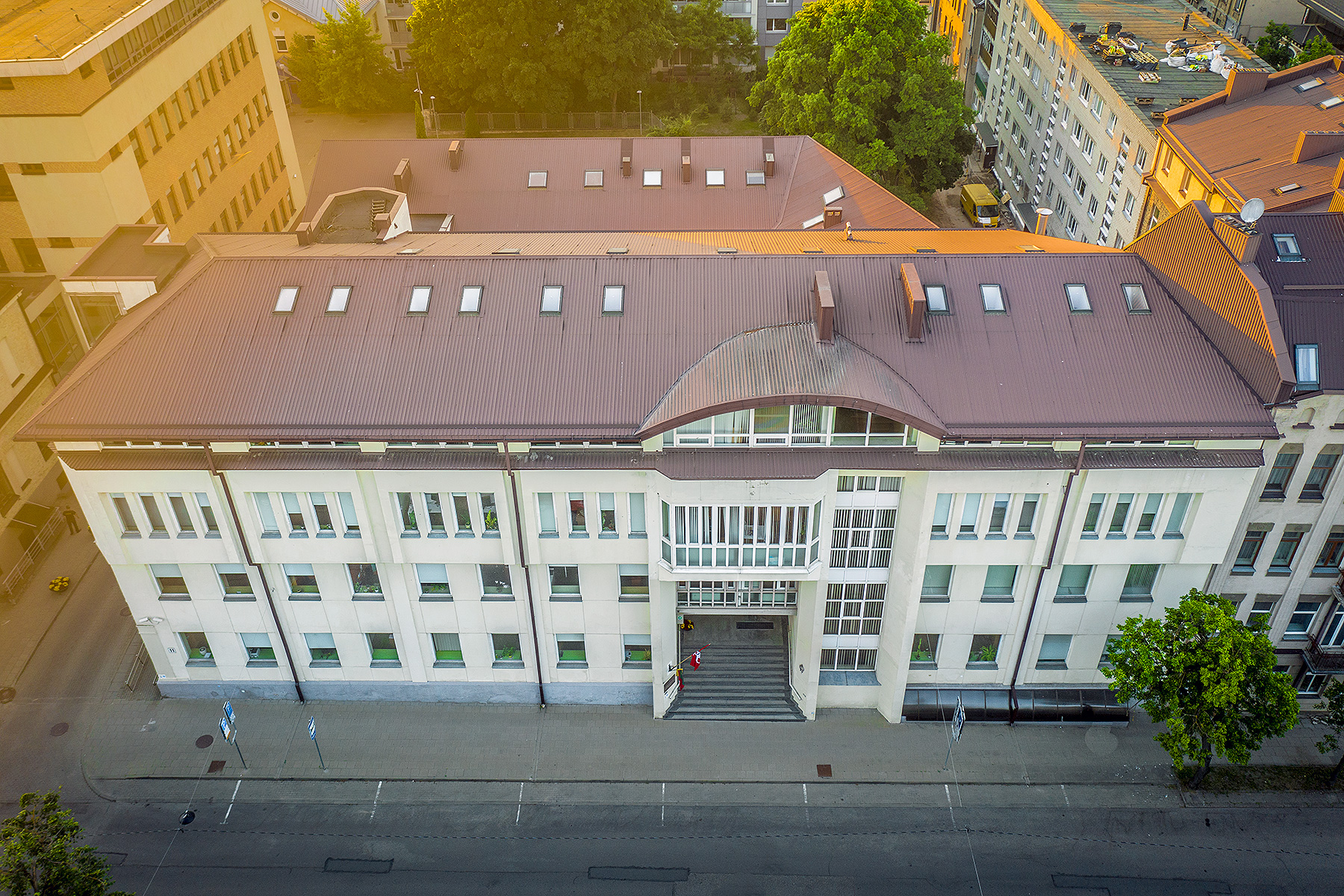
Hauptsitz in Vilnius

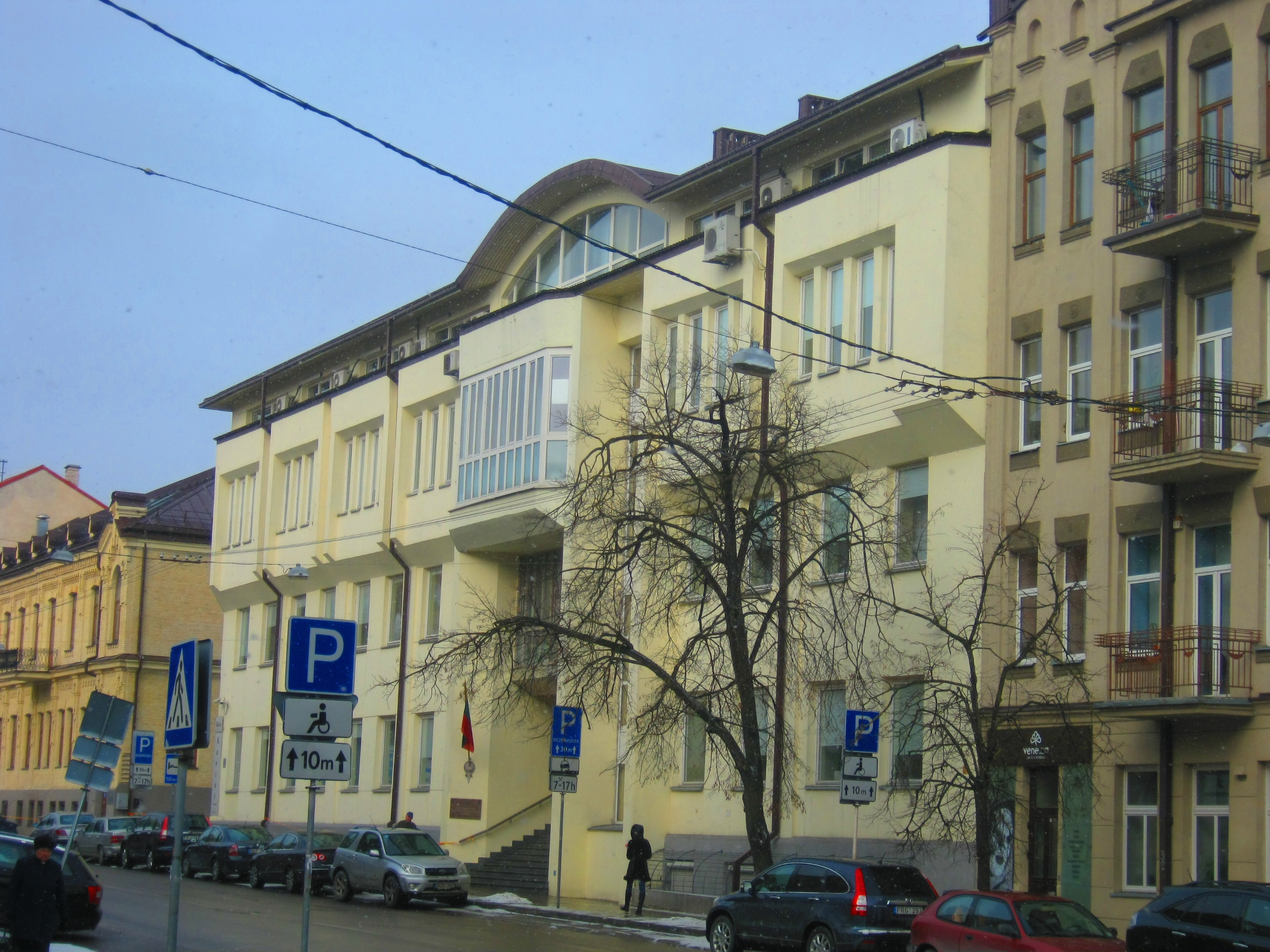
Litauisches Sozialschutz- und Arbeitsministerium

Das Sozial- und Arbeitsministerium der Republik Litauen (lit. Lietuvos Respublikos socialinės apsaugos ir darbo ministerija) ist eines von 14 Ministerien der Regierung Litauens. Dienstsitz ist Vilnius-Naujamiestis (A. Vivulskio g. 11).

## Minister

### Minister für Sozialschutz (1990 bis 1994)
| Nr. | Minister                        | Amtszeit  |
| --- | ------------------------------- | --------- |
| 1   | Algis Dobravolskas              | 1992–1992 |
| 2   | Teodoras Medaiskis              | 1992–1993 |
| 3   | Laurynas Mindaugas Stankevičius | 1993–1994 |

### Minister für Sozialschutz und Arbeit (seit 1994)
| Nr. | Minister                | Amtszeit               |
| --- | ----------------------- | ---------------------- |
| 1   | Mindaugas Mikaila       | 1994–1996              |
| 2   | Irena Degutienė         | 1996–2000              |
| 3   | Vilija Blinkevičiūtė    | 2000–2008              |
| 4   | Rimantas Jonas Dagys    | 2008–2009              |
| 5   | Donatas Jankauskas      | 2009–2012              |
| 6   | Algimanta Pabedinskienė | 2012–2016              |
| 7   | Linas Kukuraitis        | 2016 – 2020            |
| 8   | Monika Navickienė       | 2020 – Juni 2024       |
| 9   | Gintarė Skaistė (komm.) | Juni 2024              |
| 10  | Vytautas Šilinskas      | Juni–Dezember 2024     |
| 11  | Inga Ruginienė          | Seit 12. Dezember 2024 |

## Vizeminister
Audrius Bitinas, Aivaras Tušas, Angelė Bajorienė

## Untergeordnete Einrichtungen
- Litauische Arbeitsbörse am Sozialschutz- und Arbeitsministerium
- Departament für Jugendangelegenheiten am Sozialschutz- und Arbeitsministerium Litauens
- Staatssozialversicherungsfondsvorstand am Sozialschutz- und Arbeitsministerium Litauens
- Adoptionsamt